# Bradford Park Avenue
Bradford Park Avenue, eigentlich Bradford Association Football Club, ist ein englischer Fußballklub aus Bradford, West Yorkshire. Er wurde 1988 in der Tradition des 1974 aufgelösten ehemaligen Erstligisten wiedergegründet.

## Name
Obwohl der Verein eigentlich Bradford AFC heißt, hat es sich eingebürgert, zur Unterscheidung vom Ortsrivalen Bradford City AFC den Klub unter dem Namen Bradford Park Avenue zu führen. Park Avenue hieß das lange Zeit vom Verein genutzte Stadion.

## Geschichte
Der Verein wurde 1863 als Bradford Football Club gegründet und gehörte 1895 zu den Gründungsmitgliedern der Northern Rugby Football Union. 1904 gewann der Klub die Meisterschaft, zwei Jahre später den Challenge Cup. 1907 gab man das Spiel nach den Rugby-League-Regeln auf und beschloss, zum Fußballspiel zu wechseln. Da der Ortsrivale Bradford City AFC sich zusätzlich den Namen Bradford United schützen ließ, konnte der Klub auf keinen der gebräuchlichen Namenszusätze zurückgreifen. Daraufhin gab man sich schlicht den Namen Bradford AFC ohne Zusatz.
Der Verein beantragte die Aufnahme in die Football League, die jedoch verweigert wurde. Daraufhin trat die Mannschaft in der Southern Football League an, wo sie den Platz des FC Fulham einnahm, der in die Football League aufgenommen worden war. Ein Jahr später wurde Bradford selbst in die Second Division aufgenommen. 1913 gelang dann der Aufstieg in die erstklassige First Division, wo mit dem neunten Platz 1915 das beste Ergebnis der Vereinsgeschichte erreicht wurde.
1921 stieg Bradford aus der ersten Liga ab und wurde in der folgenden Spielzeit in die Third Division durchgereicht. 1928 gelang die Rückkehr in die Zweitklassigkeit. Bis 1950 spielte die Mannschaft in der Second Division, ehe sie erneut abstieg. Bei der Umstrukturierung des englischen Ligasystems 1958 rutschte die Mannschaft gar in die viertklassige Fourth Division ab, konnte aber 1961 wieder in die dritte Liga aufsteigen. 1963 musste der Verein erneut in die Viertklassigkeit absteigen.
1970 wurde Bradford AFC aus der Football League abgewählt und durch Cambridge United ersetzt. Nun musste der Klub in der Northern Premier League antreten. Wegen finanzieller Schwierigkeiten wurde zudem 1973 das heimische Stadion Park Avenue verkauft. Jedoch wurden die Probleme nicht endgültig gelöst und ein Jahr später ging der Verein pleite.
Der Klub existierte weiterhin als Freizeitmannschaft, ehe er ab 1988 wieder als ordentlicher Klub wiedergegründet wurde und an der Meisterschaft der West Riding County Amateur Football League teilnahm. Es folgte der Aufstieg in die Central Midlands Football League und später in die North West Counties Football League.
1995 gelang der Wiederaufstieg in die Northern Premier League. 2004 gelang der Aufstieg in die Conference North, aus der die Mannschaft nach nur einer Spielzeit direkt wieder abstieg.
2023 stieg er in die 7. Liga ab.

## Bekannte Spieler und Trainer
- Donald Simpson Bell
- Craig Bellamy
- Vic Buckingham (Trainer, 1951–53)
- Jack Crayston
- Ron Greenwood
- Kevin Hector
- Paddy Kenny
- Derek Kevan
- Lutz Pfannenstiel